# ガールスクール

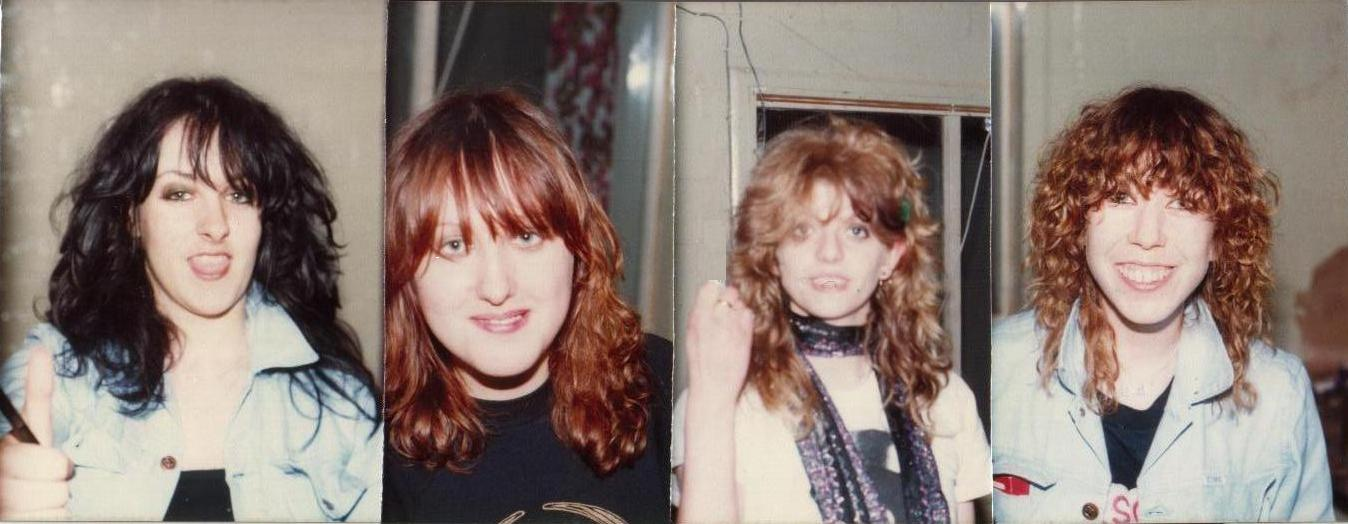
オリジナル・ラインナップ：左からキム・マコーリフ、イーニッド・ウィリアムズ、ケリー・ジョンソン、デニス・デュフォート（1981年）

ガールスクール（Girlschool）は、イギリス出身のロック・バンド、女性ヘヴィメタル・バンドである。
1980年代のNWOBHMムーヴメントに乗って頭角を現し、その後もメンバー・チェンジを繰り返しながら現在も活躍中。その全活動期間を通じて女性のみで編成され、30年以上のキャリアを誇る史上最長寿の女性バンドとして知られる。

## キャリア

### 1975年-1982年 誕生～ブレイク
1975年、サウス・ロンドンのトゥーティングで、級友のキム・マコーリフ（リズムギター、ボーカル）とダイナ・"イーニッド"・ウィリアムズ（ベース、ボーカル）が結成したペインテッド・レディ（Painted Lady）がその母体。一度は解散するものの、マコーリフとウィリアムズはそれぞれの仕事（マコーリフは銀行勤め、ウィリアムズはパン屋）から脱却し、音楽の道を進むことを諦めなかった。
そして、オーディションによりケリー・ジョンソン（リードギター）、デニス・デュフォート（ドラムス）を獲得。新ラインナップのバンドは名前をウイングスの大ヒット曲「夢の旅人」のB面に収められた曲のタイトルから取ったガールスクール（Girlschool）に改め、早速フランス、アイルランド、およびイギリス国内の小規模な会場を精力的にツアーする。
1978年12月、ガールスクールはデビュー・シングル「Take It All Away」をインディーズ・レーベルのシティ・レコーズからリリース。この曲はアンダーグラウンドシーンで話題となり、この噂を耳にしたモーターヘッドのレミーにスカウトされ、翌年春からスタートするモーターヘッドのオーヴァーキル・ツアーにサポート・アクトとして起用される（この時から、モーターヘッドとガールスクールの長い協力関係がスタートした）。
オーヴァーキル・ツアーに続いてバッジーのサポート・アクトなどを務めたのち、モーターヘッドのマネージャー、ダグ・スミスがガールスクールのマネージャーに就任。スミスの尽力により、当時モーターヘッド、ユーライア・ヒープ、ジューシー・ルーシーらを擁していたブロンズ・レコードとの契約を勝ち取る。
ヴィック・メイルのプロデュースの下に制作されたデビュー・アルバム『デモリション』は1980年6月にリリースされ、7月に全英アルバム・チャートの28位まで上昇した。
折しもNWOBHMの大ブームの中、ジューダス・プリースト、サクソン、デフ・レパード、アイアン・メイデン、モーターヘッドら錚々たる顔ぶれが全英チャートを席巻し、ヨーロッパ全土をツアーしていた。ガールスクールも時にはヘッドライナーとして、時にはレーベルメイトであるモーターヘッドやユーライア・ヒープのサポートアクトとして、イギリス、ヨーロッパへのツアーに明け暮れた。
1980年8月20日、ガールスクールとモーターヘッドはノッティンガムのシアター・ロイヤルで行ったライブを収録し、この模様は翌1981年4月4日にATVステーションで放送された。この頃には、ガールズ・バンドの成功例として、雑誌、ラジオ、テレビに頻繁に登場するようになり、その 余勢を駆って11月にシングル「Yeah, Right」をリリースした。
1980年12月、『デモリション』に続くセカンド・アルバムの制作中、プロデューサーのヴィック・メイルからのアドバイスによりモーターヘッドとの共同レコーディングを行うことになり、そこからEP『en:St. Valentine's Day Massacre』（日本盤は『モータースクール』）が誕生した。このEPには、首を負傷していたモータヘッドのドラマー、フィルシー・"アニマル"・テイラーを除くガールスクールとモーターヘッドのメンバー全員で演奏した「Please Don't Touch」（オリジナルはジョニー・キッド&ザ・パイレーツ）のほか、モーターヘッドがカバーしたガールスクールの「Emergency」、ガールスクールがカバーしたモーターヘッドの「Bomber」が収録された。
1981年2月19日には、ガールスクール、モーターヘッド全員揃い踏みでBBCの『トップ・オブ・ザ・ポップス』に出演、ヘッドガール (Headgirl)名義で全員で「Please Don't Touch」を演奏した。EPは1981年2月に全英チャートの5位まで上昇、同年暮れにはシルヴァー・ディスクを獲得し、両バンドにとってそれまでで最高のセールスを記録した。
1981年4月、アルバム『ヒット・アンド・ラン』をリリース。シングル・カットされたタイトル・トラックとともにイギリスでヒットし、アルバムは5位まで上昇した。ニュージーランド、カナダでもチャート・インし、ゴールド・ディスクを獲得した。同年、レディング・フェスティバルに出演。
しかし、1982年3月のEP『Wildlife』リリース後、ハードなスケジュールに疲れたベースのイーニッド・ウィリアムズが脱退する。レミーの推薦により、ジレン・"ジル"・ウェストンが後任に抜擢された。
1982年6月、サード・アルバム『スクリーミング・ブルー・マーダー』をワールドワイドでリリース（プロデュースはナイジェル・グレイ）するも、積極的なプロモーションにもかかわらず全英チャートでは27位に終わった。しかしライブの評価は相変わらず高く、アイアン・メイデン、スコーピオンズらのサポート・アクトとして初めてのアメリカ・スタジアム・ツアーも敢行した。ジューダス・プリースト、デフ・レパードといったNWOBHM勢のアメリカにおける人気を目の当たりにし、彼女たちもアメリカ市場への進出を切望するようになる。

### 1983年-1988年 迷走〜活動停止
バンドはイギリスに戻り、再びレコーディング、ライブ、およびプロモーションに明け暮れる。しかし、今度はリード・ギタリスト、ケリー・ジョンソン脱退の危機に瀕する。他のメンバーは、ジョンソンをなんとかグループに留まらせようと、スレイドでシーンに復帰したノディ・ホルダー、ジム・リーをプロデュースに迎え、1983年10月、アメリカン・マーケットを強く意識したアルバム『プレイ・ダーティー』をリリース。しかし、彼女らの持ち味であるワイルドでパンキッシュなバイカー・ロック・スタイルを封印し、スレイドの「ハイ・アンド・ドライ」、T・レックスの「20センチュリー・ボーイ」など、グラム・ロックのカバーを収めたこのアルバムは不評を買い、ワールド・ワイドでのディストリビューターであるポリグラム・レコードは積極的なプロモーションをせず、また母国イギリスでもトップ50にも到達できずに終わった。ZZトップのサポート・アクトとして臨んだウェンブリー・アリーナでのステージも不調に終わり、バンドのイメージは低下していった。
前年に続き、クワイエット・ライオット、ブルー・オイスター・カルトらのサポート・アクトとしてアメリカ・ツアーを敢行するも、ツアー終了前にケリー・ジョンソンが脱退。バンドのヴィジュアル面、音楽面をリードしていたジョンソンの脱退が遠因となり、ブロンズ・レコードとの契約も失った。
1984年、女性ハードロック・バンド、シー（She）の元メンバー、クリス・ボナッツィ（リードギター）、ジャッキー・ボディミード（キーボード、ボーカル）を獲得。5人編成となったガールスクールは、かつてランナウェイズを手掛けたマーキュリーと契約。マーキュリーは、ハート、リタ・フォードら女性ロック・アーティストの対抗馬としてガールスクールをプッシュする意向を示したが、初期のシン・リジィ、トーヤ、マリリオン、ガールなどを手掛けたニック・トーバーのプロデュースで制作したアルバム『ランニング・ワイルド』は、かつての彼女たちのスタイルから大きく逸脱したキーボード主体のアルバムで、結局レコード会社も大規模なサポートをせず、セールス的にも惨敗を喫した（後にマコーリフとデュフォートは雑誌『ケラング!』のインタビューにおいて、このアルバムを「最悪」と評している）。
1985年、ボディミードがソロ転向のため脱退。『ランニング・ワイルド』のセールス不振に伴い、マーキュリーはガールスクールとの契約を破棄。バンドは彼女たちのルーツである荒々しいバイカー・ロックの基本に立ち返ることを決め、マコーリフだけをボーカルとしてフィーチャーする4人編成に戻った。1985年11月から12月にかけてブルー・オイスター・カルトのサポートとして全英ツアーを敢行。当面の目標を、できるだけ多くのステージで演奏することに置き、かつてのファンを呼び戻すことに全力を傾けた。
1986年初頭、再びレミーの提案で新レーベルGWRと契約。同年7月、『ヒット・アンド・ラン』の頃に立ち返ったサウンドのニュー・アルバム『ナイトメア・アット・メイプル・クロス』をリリース。プレスの評価は高かったもののイギリスではチャートインせず、北米でのリリースは翌年に持ち越された。1987年にはジル・ウェストンが脱退、後任に元ロック・ゴデスのトレイシー・ラムが加入。この年は旧友モーターヘッドのサポーティング・アクトとしてのツアー、テレビ出演等に明け暮れる。
1988年10月、アルバム『テイク・ア・バイト』をリリース。プロモーションのため、ゲイリー・グリッターとのイギリス、アメリカ・ツアーを敢行。1989年にはディオとのヨーロッパ・ツアー、ブラック・サバスとジョイントしてのソビエト公演を行った。しかし、ツアー後にGWRから契約を破棄される。世界の潮流はグランジ、およびより過激なヘヴィメタル・サウンドに傾いており、NWOBHM からブレイクしたバンドの多くが解散するか、方向転換を余儀なくされて行く中で、ガールスクールもまたフルタイムで活動する能力を失い、一旦グループは解散する。

### 1990年-1999年 復活～ジョンソン脱退

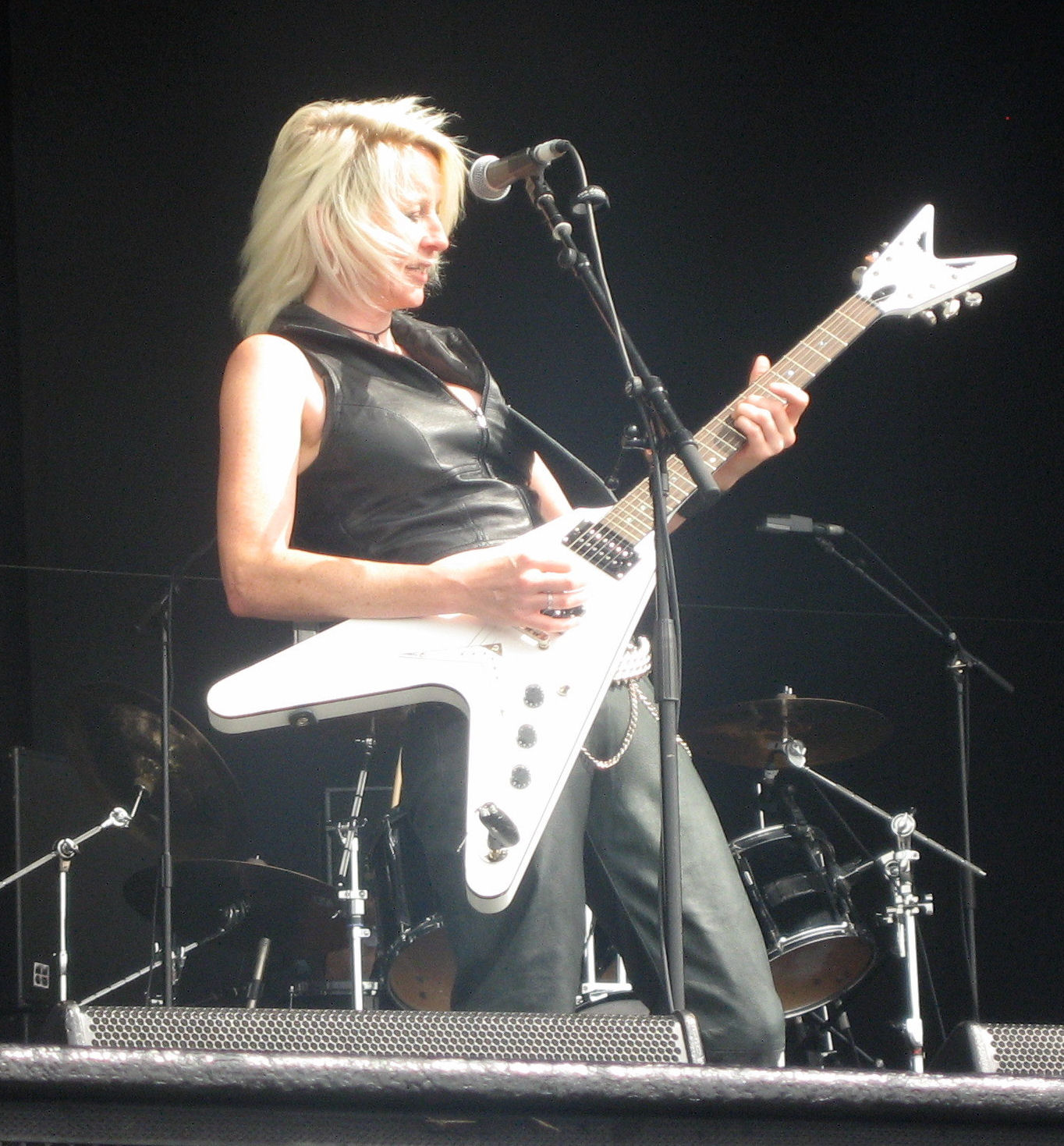
ジャッキー・チェンバース
（2009年、ブラッド・ストック・オープンエアーでの演奏）

マコーリフ、ボナッツィ、ウィリアムズ、デュフォートの4人は、1990年にトーヤ・ウィルコックスをサポートメンバーとして迎え、トーヤをフロントに立てたシー・デヴィルズを結成。翌1991年にはドラムスがデュフォートからリディ・ギャレイズに交替し、ストレンジ・ガールズの名で再編成。翌1992年にかけてイギリス・ツアーを敢行する。
ツアー終了後、バンドはデュフォートを復帰させ、正式にガールスクールの名前を復活。ベースにジャッキー・カレラを迎え、初のセルフ・プロデュースによるアルバム『Girlschool』をイギリスの独立レーベル、コミュニークからリリースした。独立レーベルからのリリースは、世界レベルでの大規模な販売を放棄した代わりに、本作のカルト的人気を演出した。バンドはマネージメントもすべて自分たちで行いながら精力的にギグを行った。同年のヨーロッパ・ツアー後、ジャッキー・カレラが脱退しトレイシー・ラムが復帰、さらに翌年クリス・ボナッツィが脱退し、リード・ギタリストとしてケリー・ジョンソンが9年ぶりに復帰した。
ガールスクールは1990年代を通じて精力的にライブを行い、1999年8月6日のヴァッケン・オープン・エアでの演奏はそのハイライトとなった。
1999年、ケリー・ジョンソンがグループを脱退（ジョンソンはこの時点でガンに侵されていた）。後任にジャッキー・チェンバースが加入。

### 2000年-現在

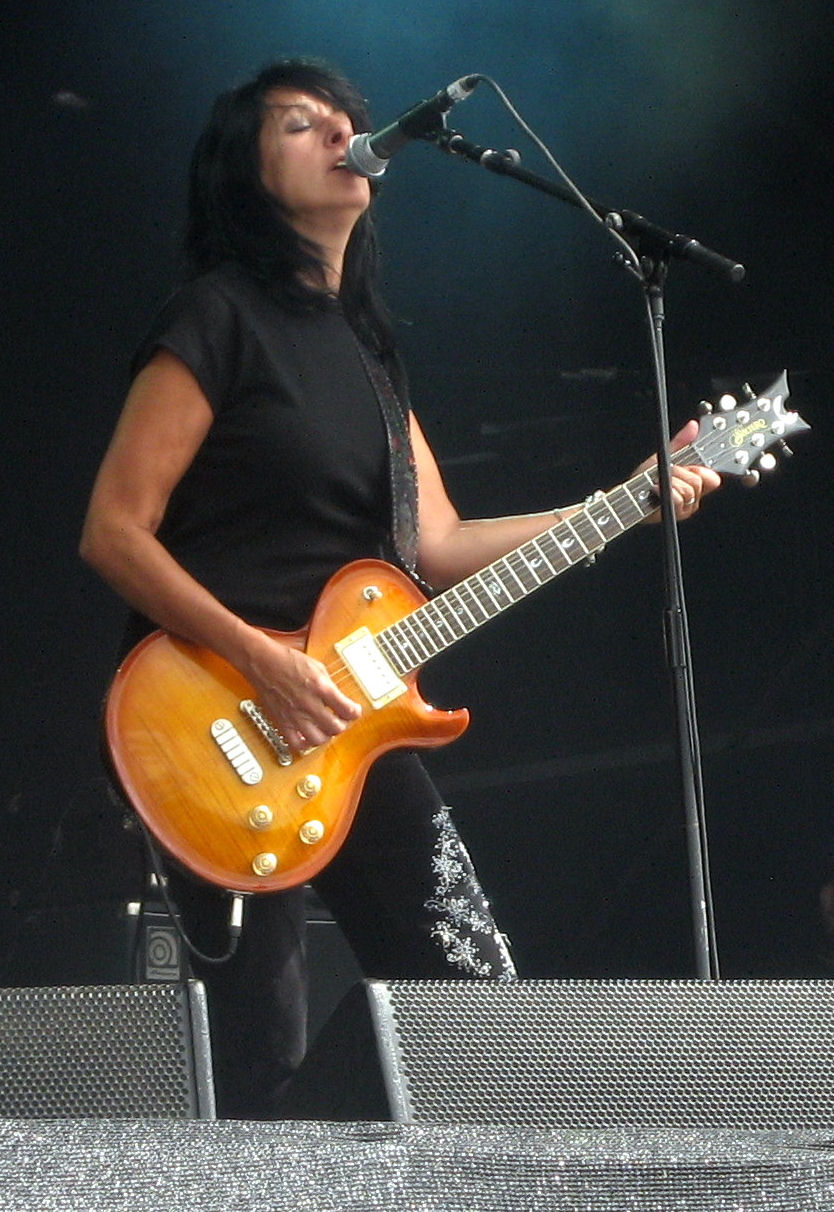
キム・マコーリフ
（2009年、ブラッド・ストック・オープンエアーでの演奏）

2000年にはトレイシー・ラムが脱退し、後任としてオリジナル・メンバーのウィリアムズが復帰した。
2002年初頭、ティム・ハミルとの共同プロデュースによるアルバム『21st Anniversary: Not That Innocent』をリリース。このアルバムには、3年前にマコーリフ、ジョンソン、ラム、デュフォートの前ラインナップでレコーディングされたマテリアルと、マコーリフ、チェンバース、ウィリアムズ、デュフォートの最新ラインナップによるレコーディングが共存している。
2003年、オリヴァー・ダウソン・サクソン、タイガース・オブ・パンタン、ガールスクールの3つのバンドのレパートリーを5曲ずつ収録したスプリット・アルバム『The Second Wave: 25 Years of NWOBHM』をリリース。
初期のアルバム4作のリマスター盤リリースに続いて、2004年7月にはスタジオ・アルバム『Believe』をリリース。本作は新しいラインナップで全曲をレコーディングした最初のアルバムで、チェンバースの自宅スタジオで収録された。チェンバースの存在は、彼女の作曲能力、および再び2人のリードシンガーが個性を競う機会をバンドにもたらし、バンドのコーラスワークの強化にもつながったが、セールスは期待ほど伸びなかった。10月にはタイガース・オブ・パンタン、ポール・ディアノとともにツアーを敢行。
2005年には『Believe』をDVD付きで再リリースし、バンドのオフィシャルサイトを通じて販売した。この年も、ヴィクセンとのイギリス・ツアー、アリス・クーパーのオープニング・アクト、旧友モーターヘッドの30周年記念ツアーなど、精力的にステージをこなした。
2007年7月15日、ケリー・ジョンソンが6年間の闘病の末にガンで他界。8月20日、バンドはジョンソンの友人、かつてのメンバーたちも招き、ロンドンのソーホー・レヴュー・バーで追悼ライブを行った。
2007年から2009年の間、バンドは数多くのロック・フェスティバルに出演し、ヘヴン・アンド・ヘル、ディオ、ホークウィンド、モーターヘッドなど、錚々たる顔ぶれのオープニング・アクトも務めた。
2008年10月、バンド結成30周年と故ケリー・ジョンソンの功績を記念するアルバム『Legacy』をリリース。NWOBHM、パンク、ウェスト・コースト・オルタナティヴ・ロック風など様々なタイプの曲を収めたこの作品では、祝福ムードに華を添えるべく、ヘヴン・アンド・ヘル、トゥイステッド・シスター、モーターヘッドなどのメンバーがゲストとして参加している。アルバムは高い評価を受け、ドイツのレーベル、SPV/Steamhammerが全世界配給を約束した。12月16日にはロンドンのアストリア2で結成30周年記念ライブを行った。
2010年、ハイチ地震の犠牲者のためのベネフィットとして、「Emergency」を再録してリリース。同年、アンヴィルとのツアーも敢行。2011年には1981年の大ヒット・アルバム『ヒット・アンド・ラン』の再録音盤をリリースした。
2019年1月、ガールスクールは、今回は永久にイーニッド・ウィリアムズと別れ、トレイシー・ラムが最初にツアー・ベーシストとして、次なる後継者として戻ってきたことを発表した。

## 音楽性

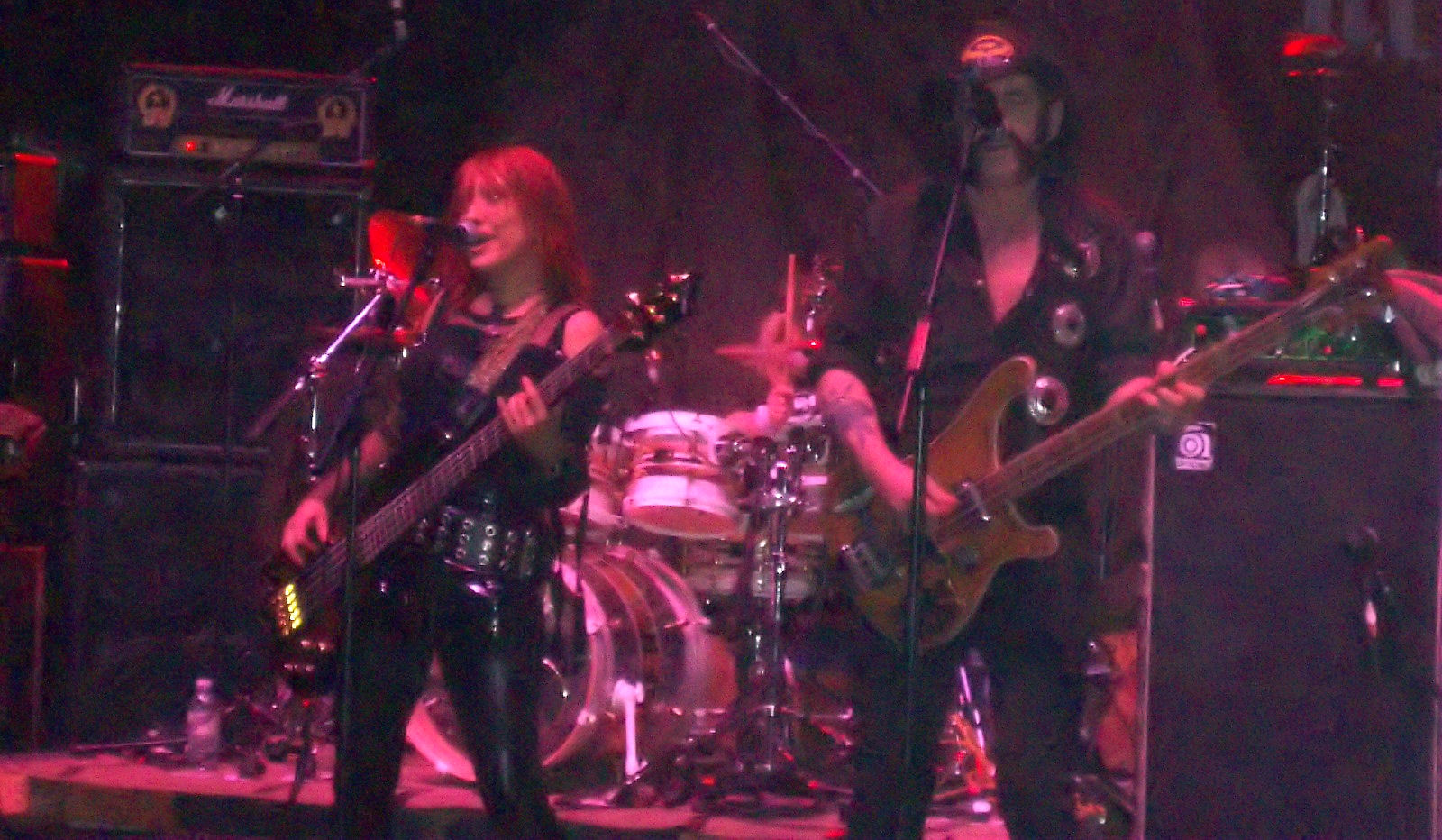
2009年のモーターヘッドとのジョイント・ライブでレミー（右）と歌うイーニッド・ウィリアムズ（左）

雑誌『リボルバー』の編集者クリストファー・スケイプリティによれば、そのサウンドは「パンクとヘヴィメタルのミックスでありながら、ラジオ受けするキャッチーさも兼ね備えたもの」である。
オリジナルメンバー全員、クラシックなハードロックやヘヴィメタルの影響を受けており、特にケリー・ジョンソンのクリーンで時にブルージーなギターワークにもそれは顕著である。一方でバンド誕生時にまだイギリスで隆盛を誇っていたパンクの影響も非常に大きい。実際、デニス・デュフォート、ジル・ウェストンはガールスクール加入以前はパンクバンドでプレイしていた。
1980年のサウンズのインタビューにおいて、マコーリフは自分たちの音楽性について「ニュー・ウェイヴと呼ぶには重く、ヘヴィメタルと呼ぶにはあまりにパンク」と説明している。
ヴィック・メイルのプロデュースの下、ほとんどライブ・レコーディングに近い形で制作した初期の2枚のアルバムには、デビュー時から1982年頃までのガールスクール・サウンドの本質が現れている。メタルとパンクの融合といえば、彼女たちを見出したレミー率いるモーターヘッドのコンセプトそのものであり、このサウンドとデニム&レザーのファッション、アルコールに象徴されるオフ・ステージのワイルドな振る舞い、そして数多くのモーターヘッドとの共演が、現在まで続く「モーターヘッドの妹分」という彼女たちのパブリック・イメージの確立に寄与している。バンド初期のモーターヘッドとのコラボレーションは、彼女たちの初期の成功のステップボードとして大きな役割を果たした。
しかしながら、より大きなファンの獲得、またNWOBHMブームの衰退、アメリカ市場に打って出る必要性などから、1982年の『スクリーミング・ブルー・マーダー』を境に彼女たちは方向転換。デフ・レパードの『炎のターゲット』の成功を目の当たりにし、ガールスクールもキーボードを導入した艶やかな『プレイ・ダーティー』を制作したが、同時にそれは本来の彼女たちの持ち味を封印してしまうことにもなった。
『ランニング・ワイルド』について、マコーリフは「アメリカのレコード会社から、アメリカ向けのサウンド作りをするようプレッシャーをかけられた。」と説明している。バンドのルックスも、当時流行の先端を行くアメリカのグラム・メタルに倣った華美で女性的なスタイルに変貌した。
アメリカ市場でのポジション獲得に失敗し、移り気な音楽シーンの現実を目の当たりにして、彼女たちは自らの原点に立ち返る決心をする。メンバー自身は彼女たちのスタイルについて「ドタバタ・ロック」から「耳ざわりなヘヴィメタル・ロックンロール」の間を行くものと説明する。

## メンバーの変遷
太字はオリジナル・メンバー
| 年代                                   | メンバー | アルバム |
| -------------------------------------- | --- | --- |
| 1975年-1978年 ペインテッド・レディ時代 | - キム・マコーリフ - rhythm guitar, lead vocals - ディアドラ・カートライト（※1） - lead guitar - キャシー・ヴァレンタイン（※2） - lead guitar - イーニッド・ウィリアムズ - bass, lead vocals - ティナ・ゲイル - drums - ヴァル・ロイド - drums | |
| 1978年-1982年                          | - キム・マコーリフ - rhythm guitar, lead vocals - ケリー・ジョンソン- lead guitar, lead vocals - イーニッド・ウィリアムズ - bass, lead vocals - デニス・デュフォート - drums                                                                   | - Demolition (1980年) - Hit and Run (1981年) - Live and More (EP) (1982年) - Wildlife (EP) (1982年) - Race with the Devil Live (1998年)                                             |
| 1982年-1984年                          | - キム・マコーリフ - rhythm guitar, lead vocals - ケリー・ジョンソン - lead guitar, lead vocals - ジル・ウェストン - bass, vocals - デニス・デュフォート - drums                                                                               | - Screaming Blue Murder (1982年) - 1-2-3-4 Rock and Roll (EP) (1983年) - Play Dirty (1983年) - King Biscuit Flower Hour Presents Girlschool (1997年) - Race with the Devil (2002年) |
| 1984年-1985年                          | - ジャッキー・ボディミード - lead vocals - キム・マコーリフ - rhythm guitar, lead vocals - クリス・ボナッツィ - lead guitar - ジル・ウェストン - bass, vocals - デニス・デュフォート - drums                                                   | - Running Wild (1985年) |
| 1986年-1987年                          | - キム・マコーリフ - rhythm guitar, lead vocals - クリス・ボナッツィ - lead guitar - ジル・ウェストン - bass, vocals - デニス・デュフォート - drums                                                                                            | - Nightmare at Maple Cross (1986年) |
| 1987年-1988年                          | - キム・マコーリフ - rhythm guitar, lead vocals - クリス・ボナッツィ - lead guitar - トレイシー・ラム - bass, vocals - デニス・デュフォート - drums                                                                                            | - Take a Bite (1988年) |
| 1990年 シー・デヴィルズ時代            | - トーヤ・ウィルコックス - lead vocals - キム・マコーリフ - rhythm guitar, vocals - クリス・ボナッツィ - lead guitar - イーニッド・ウィリアムズ - bass, vocals - デニス・デュフォート - drums                                                  | |
| 1991年 ストレンジ・ガールズ時代        | - トーヤ・ウィルコックス - lead vocals - キム・マコーリフ - rhythm guitar, lead vocals - クリス・ボナッツィ - lead guitar - イーニッド・ウィリアムズ - bass, vocals - リディ・ギャレイズ - drums                                               | |
| 1992年 ガールスクール復活              | - キム・マコーリフ - rhythm guitar, lead vocals - クリス・ボナッツィ - lead guitar - ジャッキー・カレラ - bass - デニス・デュフォート - drums                                                                                                  | - Girlschool (1992年) |
| 1993年-1999年                          | - キム・マコーリフ - rhythm guitar, lead vocals - ケリー・ジョンソン- lead guitar, lead vocals - トレイシー・ラム - bass, vocals - デニス・デュフォート - drums                                                                                | - Girlschool Live (1995年) - 21st Anniversary: Not That Innocent (2002年) |
| 2000年-2019年                          | - キム・マコーリフ - rhythm guitar, lead vocals - ジャッキー・チェンバース - lead guitar, vocals - イーニッド・ウィリアムズ - bass, lead vocals - デニス・デュフォート - drums                                                                 | - 21st Anniversary: Not That Innocent (2002年) - Believe (2004年) - Legacy (2008年) - Hit and Run – Revisited (2011年) - Guilty as Sin (2015年)                                     |
| 2019年-現在                            | - キム・マコーリフ - rhythm guitar, lead vocals - ジャッキー・チェンバース - lead guitar, vocals - トレイシー・ラム - bass, vocals - デニス・デュフォート - drums                                                                              | |

- ※1：1977年に脱退し、現在はジャズ・ギタリストとして活躍中。BBCの人気音楽番組 "Rockschool" にもレギュラー出演した。
- ※2：アメリカ人。1978年に脱退し、後にゴーゴーズにベーシストとして加入。

## ディスコグラフィ

### スタジオ・アルバム
- 『デモリション』 - Demolition (1980年) ※旧邦題『暁のメタル・クイーン』
- 『ヒット・アンド・ラン』 - Hit and Run (1981年)
- 『スクリーミング・ブルー・マーダー』 - Screaming Blue Murder (1982年)
- 『プレイ・ダーティー』 - Play Dirty (1983年)
- 『ランニング・ワイルド』 - Running Wild (1985年)
- 『ナイトメア・アット・メープル・クロス』 - Nightmare at Maple Cross (1986年)
- 『テイク・ア・バイト』 - Take a Bite (1988年)
- Girlschool (1992年)
- 21st Anniversary: Not That Innocent (2002年)
- Believe (2004年)
- Legacy (2008年)
- Hit and Run – Revisited (2011年)
- Guilty as Sin (2015年)
- WTFortyfive? (2023年)

### ライブ・アルバム
- Girlschool Live (1995年)
- 『キング・ビスケット・ライヴ』 - King Biscuit Flower Hour Presents Girlschool (1997年)
- Race with the Devil Live (1998年)
- Race  with the Devil (2002年)
- 『ロンドン・1980』 - London 1980 (2015年)

### コンピレーション・アルバム
- Cheers You Lot! (1989年)
- 『モーターヘッドVSガールスクール』 - Motörhead Vs Girlschool (1989年)
- C'mon Let's Go (1991年)
- The Collection (1991年)
- The Best of Girlschool (1993年)
- From the Vaults (1994年)
- Emergency (1997年)
- 『ガールスクール・コレクション』 - The Collection (1998年)
- Can't Keep a Good Girl Down (1999年)
- The Very Best of Girlschool (2002年)
- Wild at Heart (2003年)
- The Singles (2007年)
- Private Lessons (2012年)
- 『ザ・ブロンズ・イヤーズ』 - The Bronze Years (2013年)
- The Singles 1979-84 (2018年)
- From London To Nashville (2021年)
- The School Report 1978-2008 (2023年)

### スプリット・アルバム
- British Steel: Heavyweights of Metal Live & Loud (1998年) ※エンジェル・ウィッチ、サムソン、タンクとのスプリット
- The Second Wave: 25 Years of NWOBHM (2003年) ※オリヴァー・ダウソン・サクソン、タイガース・オブ・パンタンとのスプリット

### EP
- 『モータースクール』 - St. Valentine's Day Massacre (1981年) ※モーターヘッドとのコラボレーション
- Hard Rock on 12 Inch / Stay Clean (1981年) ※モーターヘッドとのコラボレーション
- 『ライヴ・アンド・モア』 - Live and More (1982年) ※日本限定リリース
- Wildlife (1982年)
- 1-2-3-4 Rock and Roll (1983年)

### シングル
| 1979                                                         | "Take It All Away / It Could Be Better"                                | —  | 未収録                   |
| 1980                                                         | "Emergency / Furniture Fire"                                           | —  | Demolition               |
| 1980                                                         | "Nothing to Lose / Baby Doll"                                          | —  | Demolition               |
| 1980                                                         | デヴィル・レース - "Race with the Devil / Take It All Away"            | 49 | Demolition               |
| 1980                                                         | "Yeah Right / The Hunter"                                              | —  | Hit and Run              |
| 1981                                                         | ヒット・アンド・ラン - "Hit and Run / Tonight"                         | 32 | Hit and Run              |
| 1981                                                         | カモン・レッツ・ゴー - "C'Mon Let's Go / Tonight (live)"               | 42 | Hit and Run              |
| 1982                                                         | ドント・コール・イット・ラヴ - "Don't Call It Love / Wildlife"         | —  | Screaming Blue Murder    |
| 1983                                                         | "20th Century Boy / Breaking All the Rules"                            | —  | Play Dirty               |
| 1984                                                         | "Burning in the Heat / Surrender"                                      | —  | Play Dirty               |
| 1986                                                         | "I'm the Leader of the Gang (I Am) with Gary Glitter / Never Too Late" | —  | Nightmare at Maple Cross |
| 1987                                                         | "All Day All Night / Play with Fire"                                   | —  | Nightmare at Maple Cross |
| 1988                                                         | Head over Heels (US only promo single)                                 | —  | Take a Bite              |
| 1988                                                         | Fox on the Run (US only promo single)                                  | —  | Take a Bite              |
| 順位のなきものはチャート・インせず、もしくは英国リリースなし |                                                                        |    |                          |

## 出演

### バラエティ番組
- YOUは何しに日本へ? （テレビ東京系、2014年2月24日）